# Jean Martinon
Jean Franisque-Étienne Martinon (10. ledna 1910 Lyon – 1. března 1976 Paříž) byl francouzský hudební skladatel a dirigent.

## Život
Jean Martinon se narodil v Lyonu a v letech 1924-1925 studoval hru na housle na lyonské konservatoři. V roce 1926 přešel do Paříže a studoval na pařížské konzervatoři u Julese Boucherita. Školu absolvoval v roce 1929 s vynikajícím prospěchem. Pokračoval studiem skladby u Alberta Roussela, harmonie u Vincenta d'Indy a dirigování u Charlese Muncha a Rogera Desormièra. V roce 1932 získal na Sorbonně titul M. A.
Až do Druhé světové války byl Martinon především skladatelem. Jeho raná díla zahrnují mimo jiné Symfonietu pro klavír, bicí nástroje a smyčce (1935), Symfonii č. 1 (1936), Concerto giocoso pro housle a orchestr a dechový kvinte (1938). Po vypuknutí války nastoupil do armády, byl zajat a strávil dva roky v nacistickém zajateckém táboře. Ani v táboře nepřestal komponovat. Zkomponoval orchestrální skladby s prvky jazzu Stalag IX – Musique d'exil a několik skladeb s náboženskou tematikou. Mezi nimi vyniká skladba Absolve, Domine pro mužský sbor a orchestr na památku francouzských hudebníků padlých ve válce a Žalm 136, za který v roce 1946 obdržel Cenu města Paříže.
Po propuštění ze zajetí se stal v Paříži dirigentem Pasdeloup Orchestra (1943). V letech 1943–1945 byl dirigentem Symfonického orchestru Bordeaux a asistentem dirigenta Orchestre de la Société des Concerts du Conservatoire de Paris (1944-1946). V letech 1947–1949 působil u Londýnského filharmonického orchestru. Léta 1948–1950 strávil u Radio Eireann Orchestra (RTÉ NSO) v Dublinu a v roce 1950 se stal uměleckým ředitele orchestru Lamoureux v Paříži. V té době zkomponoval mimo jiné Irskou symfonii (1948), balet Ambohimanga (1946) i svou jedinou operu Hécube (1949-1954). Jako hostující dirigent uvedl s Bostonským symfonickým orchestrem ve Spojených státech svou Symfonii č. 2. V roce 1957 se stal uměleckým ředitele Izraelského filharmonického orchestru a v roce 1960 hudebním ředitelem Düsseldorfských symfoniků.
V roce 1963 vystřídal Fritze Reinera v čele Chicagského symfonického orchestru. Za interpretaci symfonických děl Gustava Mahlera obdržel v roce 1967 cenu Gustav Mahlera. Během svého působení v Chicagu uvedl na 60 děl amerických i evropských soudobých skladatelů, což se nesetkalo s pochopením konzervativní části publika. To byl hlavní důvod, proč v roce 1968 na svou funkci resignoval. V témže roce přijal místo šéfdirigenta Orchestre National de la Radio Television Française v Paříži. S tímto orchestrem pak nahrál téměř celý standardní repertár francouzské hudby pro firmy Erato a EMI. V roce 1974 byl jmenován hlavním dirigentem Residentie Orkest Den Haag.
Zemřel v Paříži 1. března 1976 na rakovinu kostí.

## Dílo

### Opera
- Hécube (podle Euripida, Strasbourg, 1956)

### Balet
- Ambohimanga ou La Cité bleue (Paříž, 1947)

### Orchestrální skladby
- Symfonie č. 1 (1934-1936; Paříž, 1940)
- Symfonie č. 2, Hymne à la vie (1942-1944; Paříž, 1944)
- Symfonie č. 3, Irlandaise (Radio Eirean, Dublin, 1949)
- Symfonie č. 4, Altitudes (Chicago, 1965)
- Symfonieta pro smyčce, klavír, harfu a bicí nástroje (1935; Paříž, 1938)
- Houslový koncert č. 1, Concerto giocoso (1937-1942)
- Houslový koncert č. 2 (1958; SelIe, 1961)
- Musique d'exil ou Stalag IX (1941; Paříž, 1942)
- Divertissement (1941)
- Obsession pro komorní orchestr (1942)
- Romance bleue pro housle a orchestr (1942)
- Concerto lyrique pro smyčcový kvartet a komorní orchestr (1944; přepracováno pro 4 saxofony, 1974)
- Symphonies de voyages (1957)
- Introdukce a Toccata (1959; instrumantace klavírního Preluiae a Toccaty)
- Violoncellový koncert (1963; Hamburk, 1965)
- Le Cène (1962-1963)
- Hymne, Variations et Rondo(1967; Paříž, 1969)
- Flétnový koncert (1970-1971)
- Sonata movimento perpetuo (1973)

### Komorní skladby
- Sonatina č. 1 pro housle a klavír (1935)
- Sonatina č. 2 pro housle a klavír (1936)
- Sonatina č.3 pro klavír (1940)
- Sonatina č.4 pro dechové trio (1940)
- Sonatina č.5 sólové housle (1942)
- Sonatina č. 6 sólové housle (1958)
- Sonatina č. 7 pro flétnu a klavír (1958)
- Domenon pro dechový kvintet (1939)
- Smyčcové trio (1943)
- Suite noct pro housle a klavír (1944)
- Klavírní trio (1945)
- Scherzo pro housle a klavír (1945)
- 2 smyčcové kvartety (1946; 1963-1966)
- Preludium a Toccata pro klavír (1947)
- Duo pro housle a klavír (1953)
- Introduzione, Adagio et Passacaille pro 13 nástrojů (1967)
- Vigentuor pro 20 nástrojů (1969)
- Oktet (1969)

### Vokální skladby
- Absolve Domine pro mužský sbor a orchestr (1940)
- Appel de parfums pro vypravěče, sbor a orchestr (1940)
- Psalm 136 (Chant de captift) pro vypravěče, sóla, sbor a orchestr (1942)
- Ode au Soleil né de la Mort pro vypravěče, sbor a orchestr (1945)
- Le Lis de Sharon, oratorium (1951; Tel Aviv, 1952)
- Písně